# Acrenesia
Acrenesia (лат. ) — род ос-бетилид из надсемейства Chrysidoidea (Bethylidae, Hymenoptera). 

## Распространение
Неотропика.

## Описание
Мелкие и среднего размера осы-бетилиды. Отличаются выступающим вперёд угловатым клипеусом и длинным антеромезоскутумом самцов; самки с удлинённой головой, пронотумом и длинными усиками. Метанотум крупный, выше мезоскутума. Усики 12-члениковые. Оцеллии у самок отсутствуют, а их глаза и крылья редуцированы. Самцы крылатые; переднее крыло самцов с 3 замкнутыми ячейками (R, 1Cu, C). Паразитоиды насекомых. Род был впервые выделен в 2018 году, а его валидный статус подтверждён в ходе ревизии, проведённой позднее бразильскими энтомологами Magno S. Ramos и Celso O. Azevedo.

## Классификация
14 видов, ранее включаемых в состав групп columbana и pilicornis species-groups из рода Apenesia (Pristocerinae).
- Acrenesia angusticeps (Evans, 1963)[3]
- Acrenesia coarctata (Kieffer, 1909)
- Acrenesia elongata (Evans, 1963)
- Acrenesia exilis (Evans, 1963)
- Acrenesia fusilis (Corrêa & Azevedo, 2001)
- Acrenesia guatemalensis  (Evans, 1963)
- Acrenesia luteola  (Evans, 1969)
- Acrenesia martini  (Evans, 1963)
- Acrenesia ornata  (Evans, 1963)
- Acrenesia pilicornis  (Evans, 1963)
- Acrenesia punctata (Cameron, 1888)
- Acrenesia reducta (Evans, 1963)
- Acrenesia tenebrosa (Evans, 1963)
- Acrenesia venezuelana (Evans, 1963)